# ル・パリジャン

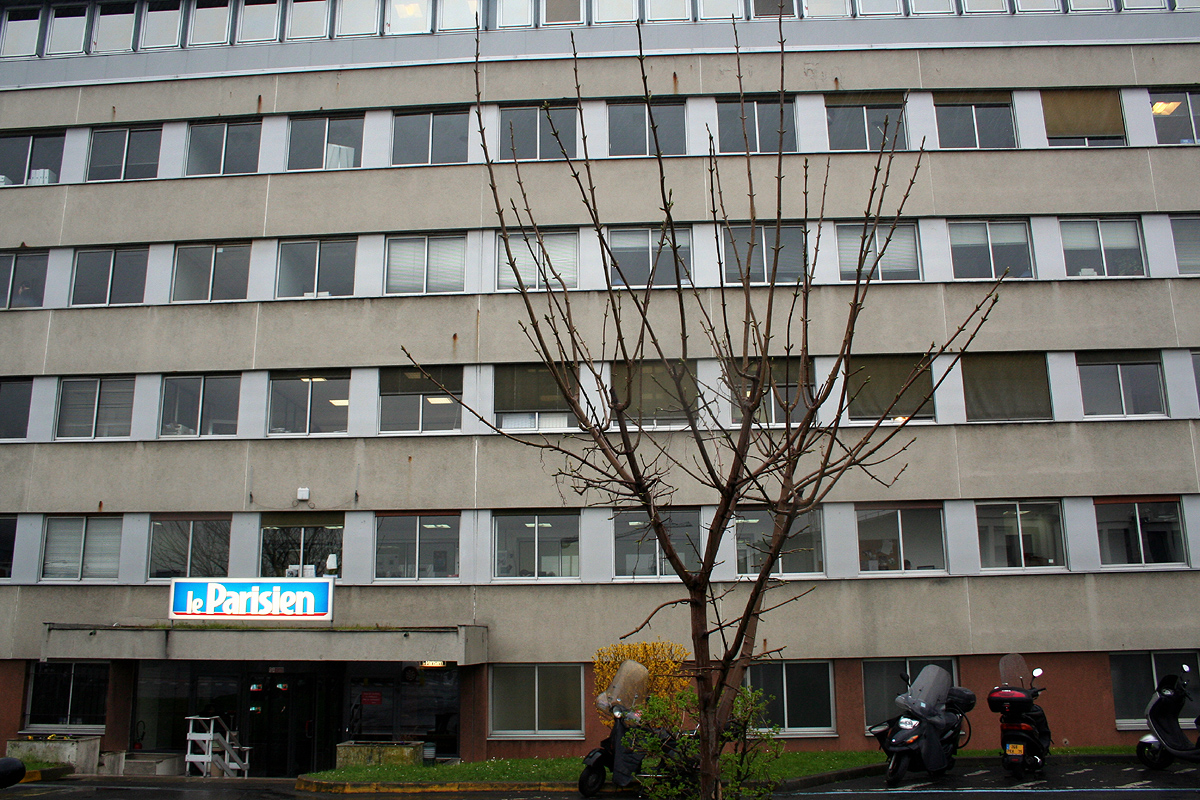
ル・パリジャン本社

ル・パリジャン（フランス語: Le Parisien、発音: [lə paʁizjɛ̃], 英語: The Parisian）は、フランスの日刊新聞で、国内外のニュースや、パリとパリ郊外の地域情報を主たる記事とする。
本社所在地は、パリ15区グルネール大通り10番地(10, boulevard de Grenelle, Paris 15e)。LVMHグループに属する。

## 概要
1944年、エミリオン・アモリ（Émilien Amaury）によって「ル・パリジャン・リベレ（Le Parisien libéré）」として創刊され、1986年に現在の名前に変更された。
国内版は、「オージュルデュイ・アン・フランス（Aujourd'hui en France、「今日のフランス」の意） と呼ばれる。
ル・パリジャンはフランスの国内紙としては最大であり、発行部数530,000（2008年）を誇る。
エディシオン・フィリップ・アムリに属する。人々には中道派と目されている。